# Diócesis de Novaliches
La diócesis de Novaliches (en latín: Dioecesis Novalichesina, en inglés: Roman Catholic Diocese of Novaliches y en tagalo: Diyosesis ng Novaliches) es una circunscripción eclesiástica de la Iglesia católica en Filipinas. Se trata de una diócesis latina, sufragánea de la arquidiócesis de Manila, que tiene al obispo Roberto Orendain Gaa como su ordinario desde el 6 de junio de 2019.

## Territorio y organización
La diócesis tiene 138 km² y extiende su jurisdicción sobre los fieles católicos de rito latino residentes en la región de la Capital Nacional en la parte septentrional de la ciudad de Caloocan y en parte de Ciudad Quezon. 
La sede de la diócesis se encuentra en el distrito de Novaliches en Ciudad Quezon, en donde se halla la Catedral santuario del Buen Pastor.
En 2019 en la diócesis existían 72 parroquias.

## Historia
La diócesis fue erigida el 7 de diciembre de 2002 con la bula Animarum utilitati del papa Juan Pablo II, obteniendo el territorio de la arquidiócesis de Manila.

## Estadísticas
De acuerdo al Anuario Pontificio 2020 la diócesis tenía a fines de 2019 un total de 2 137 290 fieles bautizados.
| Año                                                                             | Población            | Población | Población      | Sacerdotes | Sacerdotes    | Sacerdotes    | Bautizados por sacerdote | Diáconos permanentes | Religiosos | Religiosos | Parroquias |
| Año                                                                             | Bautizados católicos | Total     | % de católicos | Total      | Clero secular | Clero regular | Bautizados por sacerdote | Diáconos permanentes | Varones    | Mujeres    | Parroquias |
| ------------------------------------------------------------------------------- | -------------------- | --------- | -------------- | ---------- | ------------- | ------------- | ------------------------ | -------------------- | ---------- | ---------- | ---------- |
| 2002                                                                            | 1 492 984            | 1 658 872 | 90.0           | 121        | 39            | 82            | 12 338                   |                      | 82         | 45         | 50         |
| 2003                                                                            | 1 492 984            | 1 658 872 | 90.0           | 91         | 33            | 58            | 16 406                   | 1                    | 251        | 117        | 51         |
| 2013                                                                            | 1 715 944            | 2 144 929 | 80.0           | 141        | 39            | 102           | 12 169                   |                      | 526        | 275        | 64         |
| 2016                                                                            | 1 900 043            | 2 435 952 | 78.0           | 183        | 40            | 143           | 10 382                   |                      | 582        | 197        | 67         |
| 2019                                                                            | 2 137 290            | 2 740 115 | 78.0           | 278        | 46            | 232           | 7688                     |                      | 537        | 224        | 72         |
| Fuente: Catholic-Hierarchy, que a su vez toma los datos del Anuario Pontificio. |                      |           |                |            |               |               |                          |                      |            |            |            |

## Episcopologio
- Teodoro Cruz Bacani, Jr. (7 de diciembre de 2002-25 de noviembre de 2003 renunció)
- Antonio Realubin Tobias (25 de noviembre de 2003-6 de junio de 2019 retirado)
- Roberto Orendain Gaa, desde el 6 de junio de 2019